# Schizopyge curvifrons
Schizopyge curvifrons är en fiskart som först beskrevs av Heckel, 1838.  Schizopyge curvifrons ingår i släktet Schizopyge och familjen karpfiskar. Inga underarter finns listade i Catalogue of Life.